# Drumska vozila
Drumsko vozilo je svako sredstvo namijenjeno za kretanje po putu osim pokretnih stolica za nemoćna lica bez motora, i dječijih prevoznih sredstava. Mogu biti sa i bez sopstvenog pogona (bilo priključna ili pokretana nekim drugim izvorom - snagom vozača, vetra...). Po pravilu imaju točkove. Drumska motorna vozila se dijele: prema vrsti ostvarivog pogona i prema namjeni. Prema vrsti ostvarivog pogona drumska vozila se dijele na: drumska vozila na mišićni pogon, drumska vozila na motorni pogon, priključna vozila, spregovi vozila (vučna) i zaprežna vozila. Prema namjeni drumska vozila se dijele na: vozila za prevoz putnika i robe, specijalna vozila, radna vozila, vozila unutrašnjeg transporta i vojna vozila.
Mada se ovi skupovi vozila samo delimično preklapaju, u praksi se umesto drumska vozila mnogo više koristi termin motorna vozila ili čak automobili.
Osim očigledne razlike da motorna vozila imaju motor, razlika je i u tome što ona mogu biti projektovana za kretanje po bespuću, tj. u terenu i mogu umesto točkova imati i gusenice. Takođe u ovu grupu spadaju i radna vozila (traktori, buldožeri i sl. samohodne mašine) i dr. vozila koja nisu namenjena kretanju po putu (već npr. u zatvorenom prostoru).

## Spoljašnje veze
- Motorna Vozila